# Rada de Haro
Rada de Haro est une municipalité espagnole de la province de Cuenca, dans la région autonome de Castille-La Manche.